# لوینو
لوینو (به لاتین: Lewino) یک روستا در لهستان است که در گمینا لینگا واقع شده‌است. لوینو ۲۹۰ نفر جمعیت دارد.